# Mfumi
Mfumi (ou Mfuni, Mfum) est une localité du Cameroun située dans la Région du Sud-Ouest et le département de la Manyu. Elle est rattachée administrativement à la commune d'Eyumodjock et au canton de Kembong.

## Population
La localité comptait 548 habitants en 1953, 1 163 en 1967, principalement Ejagham. À cette date elle disposait d'une école publique créée en 1922, d'un foyer rural pour les jeunes, d'une caisse populaire (Credit Union), d'une coopérative agricole (CPMS), d'un marché le jeudi, d'un étang de pêche.
Lors du recensement de 2005 on y a dénombré 1 430 personnes.